# Lycaugesia longipalpis
Lycaugesia longipalpis là một loài bướm đêm trong họ Noctuidae.